# きのこ帝国
きのこ帝国（きのこていこく）は、日本のロックバンド。2007年に結成され、2015年にメジャーデビューした。バンド名は当時ギターのあーちゃんの格好がきのこのようだったことと、ゆらゆら帝国からきのこ帝国と名付けられた。
2019年5月27日、ベースの谷口が家業を継ぐため脱退。それに伴い同日をもって活動休止に入った。

## メンバー
佐藤千亜妃（さとう ちあき）
ボーカル、ギター担当。全楽曲の作詞、作曲を手掛ける。
「クガツハズカム」名義でバンドと並行して弾き語りのソロ活動も行っている。
好きなアーティスト：Sigur Ros、Alicia Keys、65daysofstatic、Portishead、Bibio、Girls、The radio dept.（以上洋楽）、フィッシュマンズ、BUMP OF CHICKEN、ナンバーガール、ザ ブルーハーブ、宇多田ヒカル、平井堅、鬼束ちひろ（以上邦楽）など。
あーちゃん
ギター担当。
好きなアーティスト：ナンバーガールなど。
谷口滋昭（たにぐち しげあき）
ベース担当。
好きなアーティスト：Hi-STANDARD、SNAIL RAMP、セックス・ピストルズなど。
西村"コン"（にしむらこん）
ドラム担当。
好きなアーティスト：toe、マウス・オン・ザ・キーズ、ベン・フォールズ、タヒチ80、ナンバーガールなど。

## 来歴
- 2007年に立正大学の同級生で結成。当時ギターのあーちゃんの格好がきのこのようだったことと、ゆらゆら帝国からバンド名をきのこ帝国と名付ける。
- 2008年から本格的にライブ活動を開始。ポストロック、シューゲイザーに影響を受けたサウンドで下北沢、渋谷を中心にライブ活動を展開。
- 2012年5月、インディーズレーベルより初の全国流通CDとなるミニアルバム『渦になる』をリリースし、インディーズデビュー。
- 2013年2月、1stフルアルバム『eureka』をリリース。
- 2013年12月、5曲入りEP『ロンググッドバイ』を発売、東名阪ワンマンツアー「花束を持ってきみに会いに行こう」を開催。
- 2014年2月、初の東京・渋谷CLUB QUATTROでのワンマンライブを開催。
- 2014年9月、アルバム先行100円シングル『東京』を発売。
- 2014年10月、2nd Full Album『フェイクワールドワンダーランド』発売、東阪リリースツアー「CITY GIRL CITY BOY」を梅田CLUB QUATTRO、赤坂BLITZで開催。
- 2015年2月、第7回CDショップ大賞2015入賞10作品の一つにアルバム『フェイクワールドワンダーランド』が入賞。
- 2015年4月、EMI RECORDSよりシングル「桜が咲く前に」でメジャーデビュー[10]。
- 2015年11月、メジャー1stアルバム『猫とアレルギー』をリリース。
- 2019年5月27日、ベース・ボーカルの谷口が家業を継ぐため脱退[1][2]。それに伴い同日をもって活動を休止した[1][2]。

## ディスコグラフィー

### 自主制作
1. 兎は光の穴を見る（廃盤）
  1. 兎は光の穴を見る
2. 1st demo（廃盤）
  1. SCHOOL/FICTION
  2. You outside my window
  3. Girl meets Number Girl
  4. ミュージシャン
3. 夜が明けたら（廃盤）
  1. 退屈しのぎ
  2. 畦道で
  3. 国道スロープ
  4. ミュージシャン
  5. 夜が明けたら

## ミュージックビデオ
| 監督           | 曲名               |
| -------------- | ------------------ |
| 関和亮         | 「海と花束」       |
| 関和亮         | 「クロノスタシス」 |
| 豊田利晃       | 「ユーリカ」       |
| フカツマサカズ | 「東京」           |
| 丸山太郎       | 「夜が明けたら」   |

## タイアップ
| タイトル                     | タイアップ                                     |
| ---------------------------- | ---------------------------------------------- |
| 明日にはすべてが終わるとして | 「アースミュージックアンドエコロジー」CMソング |
| 愛のゆくえ                   | 映画『湯を沸かすほどの熱い愛』主題歌           |

## 主なライブ

### 出演イベント
- 2012年05月22日 - JANUS&GREENS presents 『俺なりのロック-vol.2-』
- 2012年06月01日 - 代沢まつり
- 2012年07月14日 - GFB'12
- 2012年07月24日 - RISKING DEATH
- 2012年08月14日 - UKFC on the Road 2012
- 2012年08月22日 - onion night!lv25!
- 2012年08月31日 - タワレコメン Vol.3
- 2012年09月14日 - "代沢まつり" in 大阪
- 2012年09月22日 - あらかじめ決められた恋人たちへ「残像の夜に」
- 2012年10月12日,13日 - MINAMI WHEEL 2012
- 2012年12月15日 - HighApps Vol.09
- 2012年12月16日 - GFB'12 大忘年会
- 2012年12月31日 - COUNTDOWN JAPAN 12/13
- 2013年01月20日 - official bootleg vol.027
- 2013年03月16日 - MUSIC CUBE 13
- 2013年05月26日 - TOKYO METROPOLITAN ROCK FESTIVAL 2013
- 2013年05月28日 - スペースシャワー列伝 ～第九十三巻 深更(しんこう)の宴～
- 2013年06月08日 - SAKAE SP-RING 2013
- 2013年06月21日 - イツエ Presents 「ヘルツはそのままで -rama-」
- 2013年06月29日 - DUM-DUM PARTY 2013
- 2013年07月12日 - RADIO BERRY ベリテンライブ2013 Special ～Starting area～
- 2013年07月25日 - GLICO LIVE"NEXT"
- 2013年08月07日 - Live Dragon Vol.11
- 2013年08月21日 - UKFC on the Road 2013
- 2013年08月29日 - UMI-POP'13
- 2013年08月31日 - RUSH BALL 2013
- 2013年09月22日 - ART-SCHOOL presents「SHELTER 10days」
- 2013年10月29日 - la la larks × UNCHAIN presents Autumn Colors 〜ララサンチェイン〜
- 2013年11月08日 - indigo la End TOUR 2013 名もなきハッピーエンド
- 2013年11月21日 - 踊ってばかりの国 x きのこ帝国
- 2013年12月28日 - RADIO CRAZY 2013
- 2014年01月10日 - DUM-DUM presents「Telepathy/ Overdrive 」
- 2014年03月22日 - BEA × Zepp Fukuoka presents FX2014
- 2014年04月01日 - ツタロック フェス 2014
- 2014年04月25日,26日 - ART-SCHOOL NEW ALBUM「YOU」Release tour 2014
- 2014年04月28日,29日 - HiGE with in "DECADE"
- 2014年05月05日 - VIVA LA ROCK
- 2014年05月10日,11日 - dip neue welt リリースツアー
- 2014年05月27日,28日 - Yes,We Love butchers
- 2014年06月13日 - rega 2014 TOUR「DISCUSS」
- 2014年06月21日 - サンカクヤマ vol.14
- 2014年07月16日,08月21日 - UKFC on the Road 2014
- 2014年08月10日 - ROCK IN JAPAN FESTIVAL 2014
- 2014年08月23日 - Re:mix 2014
- 2014年09月10日 - Spitz × VINTAGE ROCK std. presents 新木場サンセット 2014
- 2014年10月01日 - スペースシャワー列伝 100巻記念公演 第102巻 爻の宴
- 2014年10月04日 - MEGA★ROCKS 2014
- 2014年10月25日 - SKSD-初期衝動-
- 2014年12月27日 - FM802 ROCK FESTIVAL RADIO CRAZY 2014
- 2014年12月30日 - COUNTDOWN JAPAN 14/15
- 2015年05月04日 - VIVA LA ROCK 2015
- 2015年05月24日 - SPRING BREEZE
- 2015年06月06日 - 頂 -ITADAKI- 2015
- 2015年07月22日 - 神聖かまってちゃん 対バンツアー『Athena最前線』
- 2015年07月24日 - ハルカトミユキ 1st mini ALBUM ‘世界'Release Party in NAGOYA
- 2015年08月02日 - ROCK IN JAPAN FESTIVAL 2015
- 2015年08月18日 - ロックのほそ道
- 2015年08月22日 - WILD BUNCH FEST. 2015
- 2015年08月29日 - SPACE SHOWER SWEET LOVE SHOWER 2015 -20th ANNIVERSARY-
- 2015年09月05日 - BAYCAMP 2015
- 2015年09月27日 - TOWER RECORDS presents Bowline 2015 curated by クリープハイプ & TOWER RECORDS
- 2015年11月05日 - 10th ANNIVERSARY LIVE TOUR RADWIMPSの胎盤
- 2016年01月14日 - きのこ帝国 渋谷タワーレコード インストアライブ
- 2016年01月26日 - ツタロックスペシャルライブ "3MAN!!"
- 2016年05月03日 - JAPAN JAM BEACH 2016
- 2016年05月14日 - OSAKA METROPOLITAN ROCK FESTIVAL 2016
- 2016年05月22日 - TOKYO METROPOLITAN ROCK FESTIVAL 2016
- 2016年10月04日 - 代沢まつり < DAIZAWA RECORDS 15th Anniversary for the Future >
- 2016年12月30日 - COUNTDOWN JAPAN 16/17
- 2017年01月30日 - 55 daimas "Another year of experience"
- 2017年02月25日 - ZIP-FM “HOT SHOT THE LIVE” androp×きのこ帝国
- 2017年03月03日 - TOKYO MUSIC ODYSSEY 2017「SOUND & VISION」
- 2017年05月21日 - FM802 Rockin'Radio! -OSAKA JO YAON-
- 2017年06月03日 - 百万石音楽祭 2017～ミリオンロックフェスティバル～
- 2017年06月13日,15日 - ストレイテナー「BROKEN SCENE TOUR 2017」
- 2017年06月24日 - きのこ帝国 Dr. 西村”コン″生誕祭『楽しい夜にドラムを叩く』
- 2017年06月30日 - ハルカトミユキ アルバムレコ発 3days
- 2017年07月29日 - Reborn-Art Festival × ap bank fes 2017
- 2017年08月06日 - ROCK IN JAPAN FESTIVAL 2017
- 2017年08月12日 - RISING SUN ROCK FESTIVAL 2017 in EZO
- 2017年08月20日 - WILD BUNCH FEST. 2017
- 2017年09月09日 - BAYCAMP 2017
- 2017年11月03日 - KOYABU SONIC 2017
- 2017年12月30日 - COUNTDOWN JAPAN 17/18